# Idikarai
Idikarai é uma panchayat (vila) no distrito de Coimbatore, no estado indiano de Tamil Nadu.

## Demografia
Segundo o censo de 2001,  Idikarai  tinha uma população de 6251 habitantes. Os indivíduos do sexo masculino constituem 50% da população e os do sexo feminino 50%. Idikarai tem uma taxa de literacia de 80%, superior à média nacional de 59.5%: a literacia no sexo masculino é de 71% e no sexo feminino é de 89%. Em Idikarai, 9% da população está abaixo dos 6 anos de idade.